# Ramot Neve Ša'anan
Ramot Neve Ša'anan (hebrejsky: רמות נווה שאנן) je jedna z devítí základních administrativních oblastí města Haifa v Izraeli. Je nazývána Čtvrť číslo 8. Nachází se na jihovýchodním okraji města, na hřbetu pohoří Karmel. Zahrnuje převážně hustě osídlené rezidenční oblasti. Rozděluje se na dvě základní podčásti: Ziv-Ramat Alon a Remez-Ramat Sapir.
Populace je židovská, se nepatrnou arabskou menšinou. Rozkládá se na ploše 3,82 kilometru čtverečního. V roce 2008 zde žilo 19 440 lidí. Z toho 17 690 Židů, 270 muslimů a 120 arabských křesťanů.